# Lygodactylus waterbergensis
Lygodactylus waterbergensis (ватерберзький карликовий гекон) — вид геконоподібних ящірок родини геконових (Gekkonidae). Ендемік Південно-Африканської Республіки.

## Поширення і екологія
Ватерберзькі карликові гекони мешкають в гірському масиві Ватерберг на заході провінції Лімпопо та в сусідніх горах. Вони живуть в саванах та на луках,серед пісковикових скельних виступів. Зустрічаються на висоті від 1500 до 2000 м над рівнем моря.